# Empidonax flavescens
Empidonax flavescens е вид птица от семейство Tyrannidae.

## Разпространение
Видът е разпространен в Гватемала, Коста Рика, Мексико, Никарагуа, Панама, Салвадор и Хондурас.